# 砚山镇 (务川县)
砚山镇，是中华人民共和国贵州省遵义市务川仡佬族苗族自治县下辖的一个乡镇级行政单位。

## 行政区划
砚山镇下辖以下地区：
砚山村、毛田村、大桥村、回龙村和石朝村。